# Inheritance (film 1915)
Inheritance è un cortometraggio muto del 1915 diretto da Clem Easton.

## Produzione
Il film fu prodotto dalla Essanay Film Manufacturing Company.

## Distribuzione
Distribuito dalla General Film Company, il film - un cortometraggio in tre bobine - uscì nelle sale cinematografiche USA il 18 ottobre 1915. Viene citato in Moving Picture World del 23 ottobre 1915.